# Acanthophyllia deshayesiana
Acanthophyllia deshayesiana är en korallart som först beskrevs av Jean-Louis Hardouin Michelin 1850.  Acanthophyllia deshayesiana ingår i släktet Acanthophyllia och familjen Mussidae. Inga underarter finns listade i Catalogue of Life.